# Deersville (Ohio)
Deersville es una villa ubicada en el condado de Harrison en el estado estadounidense de Ohio. En el Censo de 2010 tenía una población de 79 habitantes y una densidad poblacional de 88,41 personas por km².

## Historia
Deersville fue trazado en 1815. Una oficina de correos llamada Deersville ha estado en funcionamiento desde 1828.

## Geografía
Deersville se encuentra ubicada en las coordenadas 40°18′30″N 81°11′17″O / 40.30833, -81.18806. Según la Oficina del Censo de los Estados Unidos, Deersville tiene una superficie total de 0.89 km², de la cual 0.89 km² corresponden a tierra firme y (0%) 0 km² es agua.

## Demografía
Según el censo de 2010, había 79 personas residiendo en Deersville. La densidad de población era de 88,41 hab./km². De los 79 habitantes, Deersville estaba compuesto por el 94.94% blancos, el 0% eran afroamericanos, el 0% eran amerindios, el 2.53% eran asiáticos, el 0% eran isleños del Pacífico, el 0% eran de otras razas y el 2.53% pertenecían a dos o más razas. Del total de la población el 0% eran hispanos o latinos de cualquier raza.